# Rampjaar

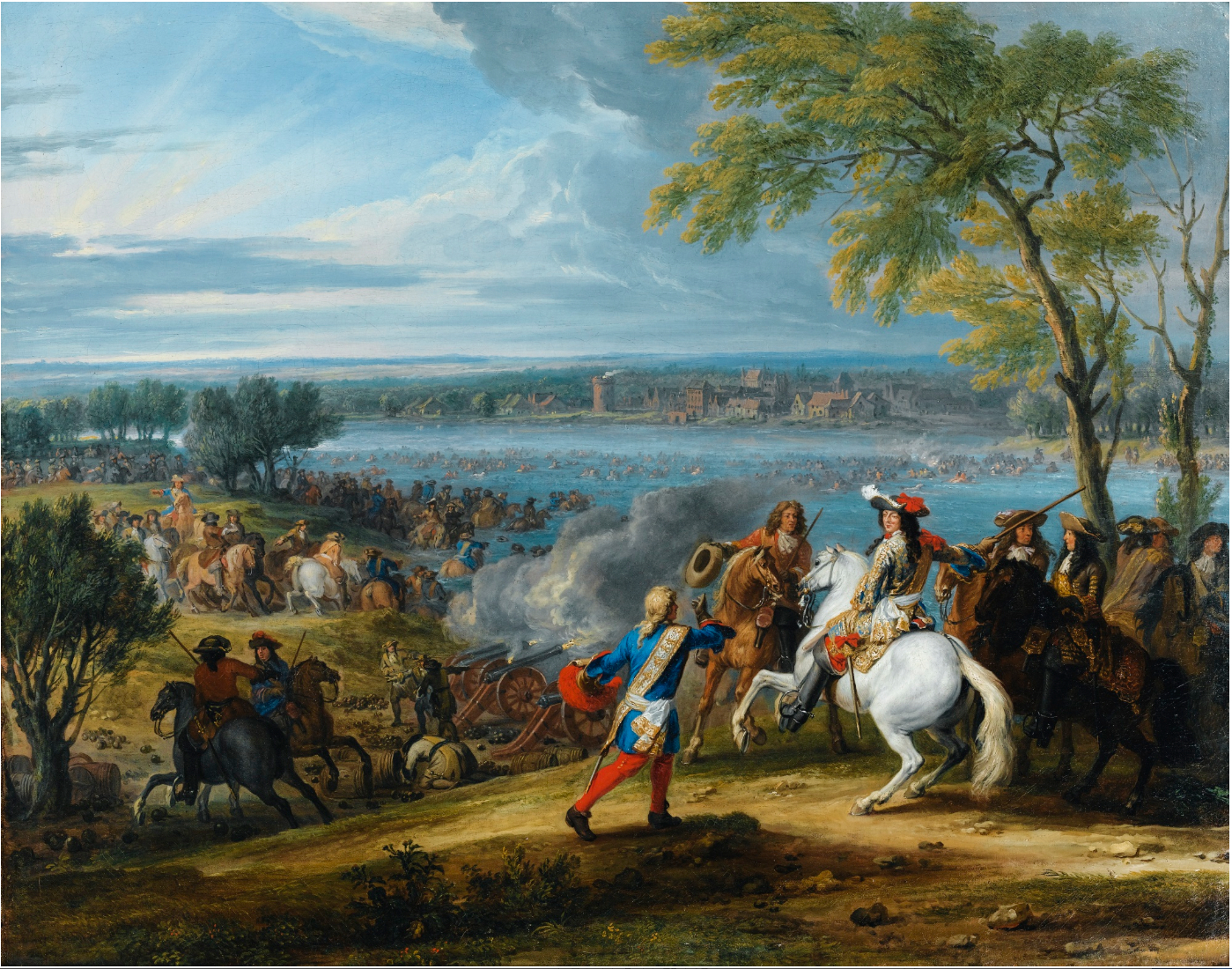
Ludwig XIV. bei der Überquerung des Rheins

Als Rampjaar (Katastrophenjahr) wird in der niederländischen Geschichte das Jahr 1672 bezeichnet. In diesem Jahr erklärten England, Frankreich, Köln und Münster der Republik der Sieben Vereinigten Niederlande den Krieg, die gleichzeitig mit erheblichen innenpolitischen Unruhen zu kämpfen hatte.
Die kriegerischen Auseinandersetzungen begannen mit dem Dritten Englisch-Niederländischen Krieg von 1672 bis 1674, Teil des Französisch-Niederländischen Krieges, in dem Frankreich, Münster und Köln eine Allianz gegen die Niederlande bildeten, der von 1672 bis 1678 dauerte.
Das Jahr 1672 wird von den Niederländern bis heute als ein traumatischer Wendepunkt ihrer Vergangenheit empfunden, der den Niedergang und das Ende des Goldenen Zeitalters (de Gouden Eeuw) der Niederlande einläutete, die im 17. Jahrhundert zu den führenden Mächten Europas zählten. Das Jahr ging unter der Redewendung Het volk was redeloos, de regering radeloos, en het land reddeloos („Das Volk war töricht, die Regierung ratlos und das Land rettungslos (verloren)“) in ihre Geschichte ein.
Beteiligt an den Auseinandersetzungen waren u. a. Christoph Bernhard von Galen und Maximilian Heinrich von Bayern.

## Vorgeschichte

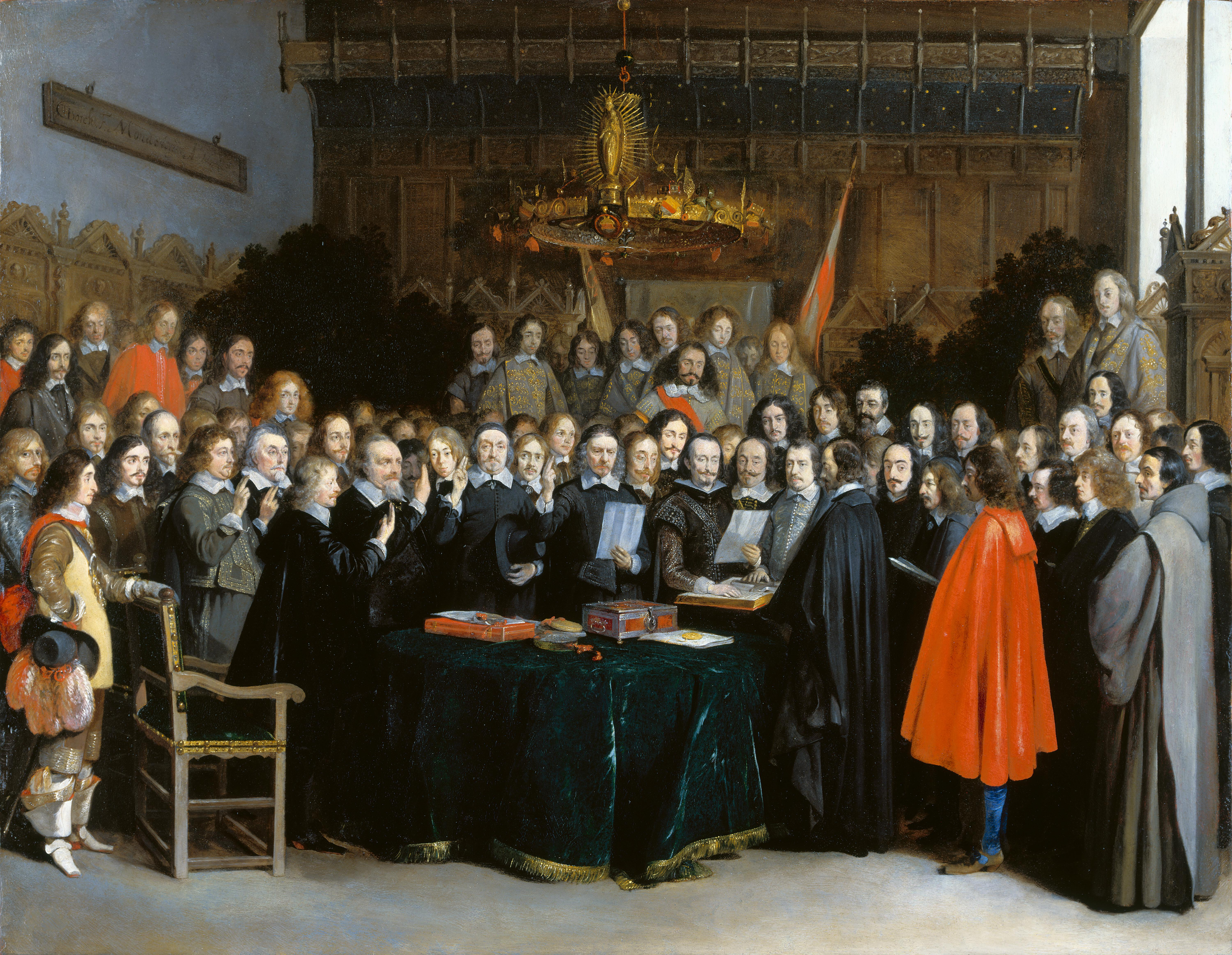
Der Friede von Münster, ein Gemälde von Gerard ter Borch, zeigt die Beschwörung des Westfälischen Friedens im Rathaus zu Münster

Nach dem Westfälischen Frieden war die Republik der Sieben Vereinigten Niederlande zu einem offiziell anerkannten Staat in Europa geworden. Die Republik befand sich 1670 im „Goldenen Zeitalter“ auf dem Höhepunkt ihrer Macht und verstand sich als ökonomische, militärische und wissenschaftliche Weltmacht. Diese Position wurde von England, Frankreich und innerhalb des Heiligen Römischen Reiches zunehmend mit Misstrauen beobachtet.

### Probleme mit Frankreich
Frankreich war 1668 durch die aus den Niederlanden, England und Schweden bestehende so genannte Tripelallianz zum Ersten Aachener Frieden mit Spanien gezwungen worden. Obwohl Frankreich dennoch seine eroberten Gebiete halten konnte, machte es vor allem den Niederlanden den Vorwurf, zu viel Druck ausgeübt und Frankreich zur Annahme ungünstiger Bedingungen gezwungen zu haben. Frankreich begann einen ökonomischen Boykott gegenüber den Niederlanden und suchte Verbündete für einen Krieg. Ludwig XIV. bereitete ab 1670 einen Waffengang gegen die Niederlande vor und schloss Bündnisse mit England (Vertrag von Dover), Schweden, Bayern, dem Hochstift Münster und Kurköln.

### Probleme mit England

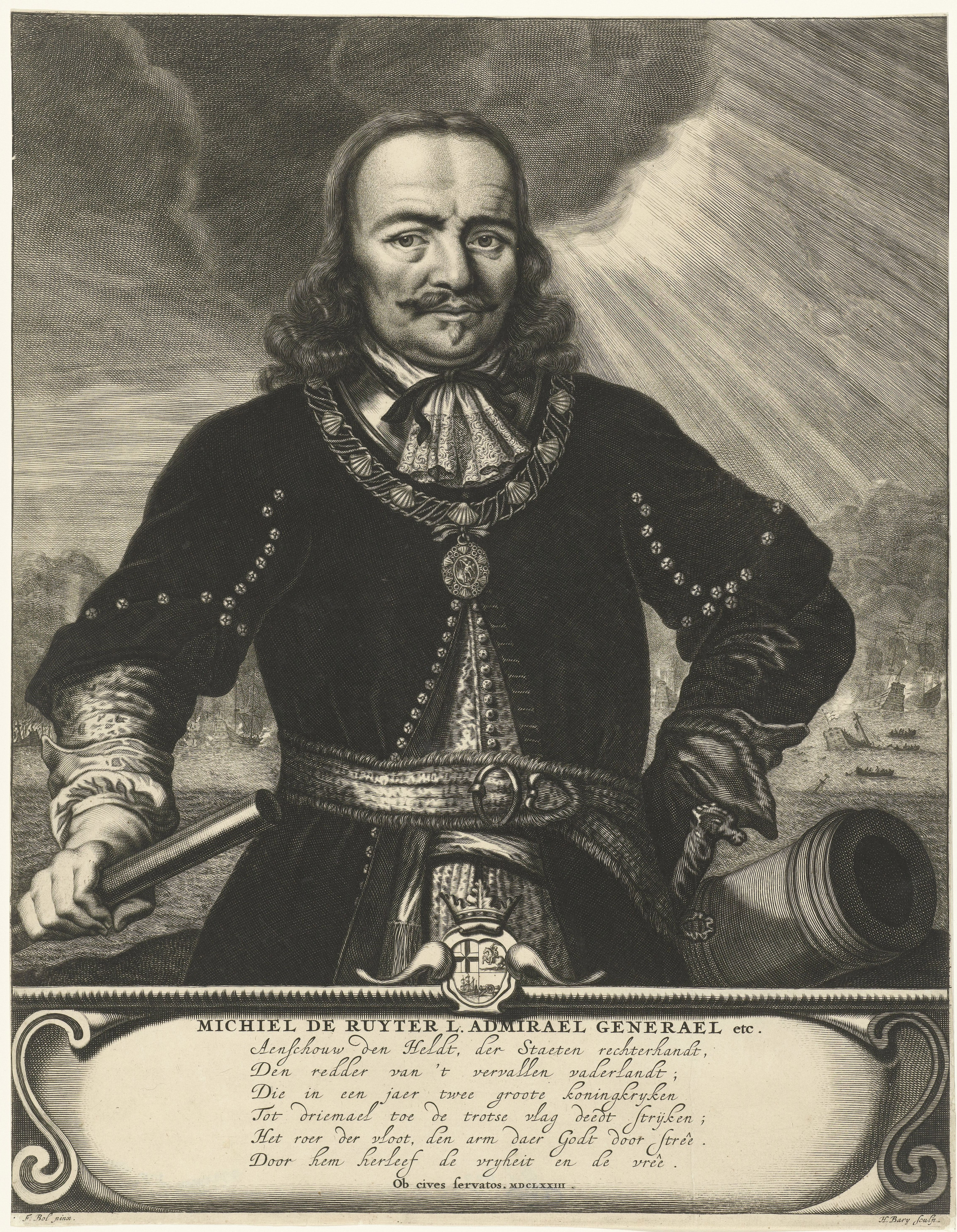
Michiel de Ruyter

Die protestantischen Seemächte England und die Niederlande standen sich eigentlich recht nahe, waren aber in ihrem traditionellen Wettkampf gegeneinander um die Vormachtstellung auf den Meeren verstrickt. Die Navigationsakte von 1651, die den Zwischenhandel der Niederlande mit England und den englischen Kolonien unterbinden und die Monopolstellung der holländischen Flotte in Europa sowie Ost- und Westindien untergraben sollte, stieß auf heftigen Widerstand der Niederländer, die ihrerseits mit massiver seemilitärischer Aufrüstung reagierten. 1652 bis 1654 wurde der Erste Englisch-Niederländische Seekrieg geführt.
Die Admirale Maarten Tromp, Michiel de Ruyter und Witte de With errangen zwar einige Siege, erlitten aber auch Niederlagen. 1654 kam es zum Friedensschluss (Vertrag von Westminster), der die Feindseligkeiten aber nicht beenden konnte. Schon 1665 erklärte der englische König Karl II. den Niederlanden erneut den Krieg, der bis 1667 (Zweiter Englisch-Niederländischer Krieg) dauerte und bei dem die Niederlande nominell mit Frankreich verbündet waren, von diesen aber kaum Unterstützung erhielten. Zu Friedensverhandlungen kam es, weil England wegen der in London wütenden Pest und dem großen Brand vom 2. September 1666 zu geschwächt war. Außerdem nutzte De Ruyter den Schwachpunkt der Engländer zu See, drang mit Linienschiffen und Brandern in die Themsemündung ein und verursachte Panik in London. Schließlich folgte der Frieden von Breda vom 31. Juli 1667.

### Innenpolitische Situation
Aber auch innerhalb der Vereinigten Niederlande rumorte es. Statthalter Willem II. hatte sich 1648 gegen die Annahme des Westfälischen Friedens gestellt und in Geheimverhandlungen mit Frankreich versucht, sein Staatsgebiet unter eine zentrale Regierung zu stellen. Zusätzlich arbeitete er an der Wiedereinsetzung seines Schwagers Karl II. auf den Thron von England. Gleichzeitig war er in eine blutige Auseinandersetzung der Provinz Holland mit den Gebrüdern Andries und Cornelis Bicker sowie dem pragmatischer gesinnten Cornelis de Graeff, dem mächtigen Amsterdamer Regenten, hineingezogen worden.
Als er nach nur drei Jahren Regierungszeit 1650 starb und keinen Nachfolger hatte (sein Sohn Willem, der spätere König von England, wurde erst nach seinem Tod geboren), beschlossen die Staaten von Holland unter der Ägide von De Graeff keinen Statthalter mehr zu benennen, was Holland und einige andere niederländische Provinzen in die Erste Statthalterlose Periode (het Eerste Stadhouderloos Tijdperk) führte. 1667 beschlossen die Staaten von Holland unter der Führung von Johan de Witt, Gaspar Fagel, Gillis Valckenier und Andries de Graeff mit dem Eeuwig edict (Jahrhunderterlass), die Funktion des Statthalters abzuschaffen, was den Sturz des Hauses von Oranien beinhaltete. 
In dieser annähernd 20-jährigen Zeitspanne bis zum Rampjaar galt Johan de Witt, Ratspensionär von Holland, als der einflussreichste niederländische Politiker, der mit der Hilfe seiner mächtigen republikanisch gesinnten Verwandten wie Cornelis de Graeff den niederländischen Regierungsapparat beherrschen konnte.

## Kriegsverlauf

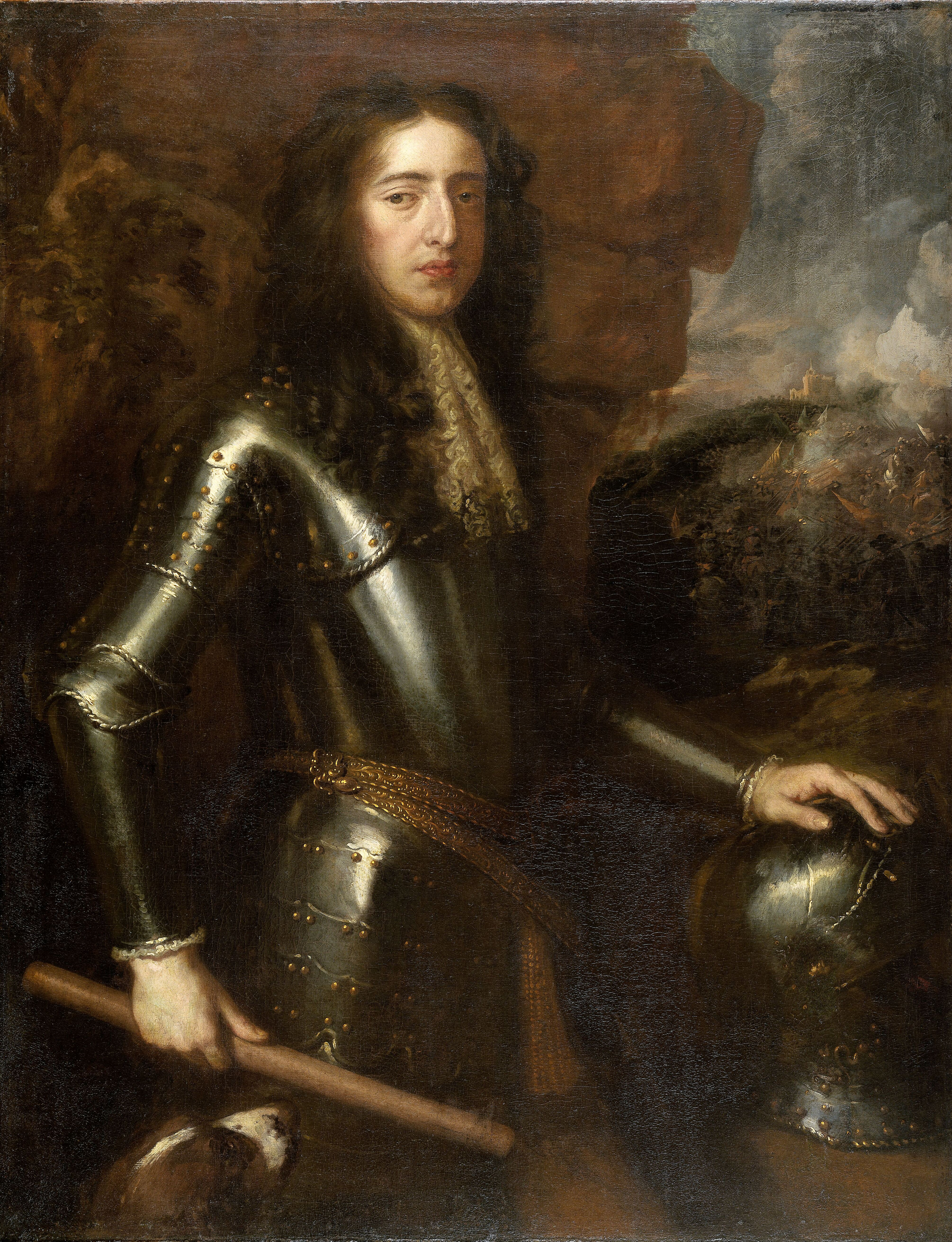
Willem III.

Als Erster befahl Karl II. von England im März 1672 Admiral Robert Holmes die niederländische Smyrnaflotte anzugreifen, am 6. April 1672 erklärte Frankreich den Krieg und marschierte mit 130.000 Mann vom Niederrhein aus in die wehrlose Republik ein. Schnell konnte die französische Armee die unvorbereitete und schlecht ausgebildete niederländische Feldarmee überrumpeln, aber es fehlten Überraschungsangriffe zur Eroberung der südlichen Festungen Maastricht, ’s-Hertogenbosch und Breda, wo sich die meisten Truppen befanden. Am 12. Juni wurde der Rhein im Osten von Nijmegen überwunden, Utrecht ergab sich am 21. Juni; in denselben Tagen wurden Overijssel und Drenthe von Münster und Köln besetzt.

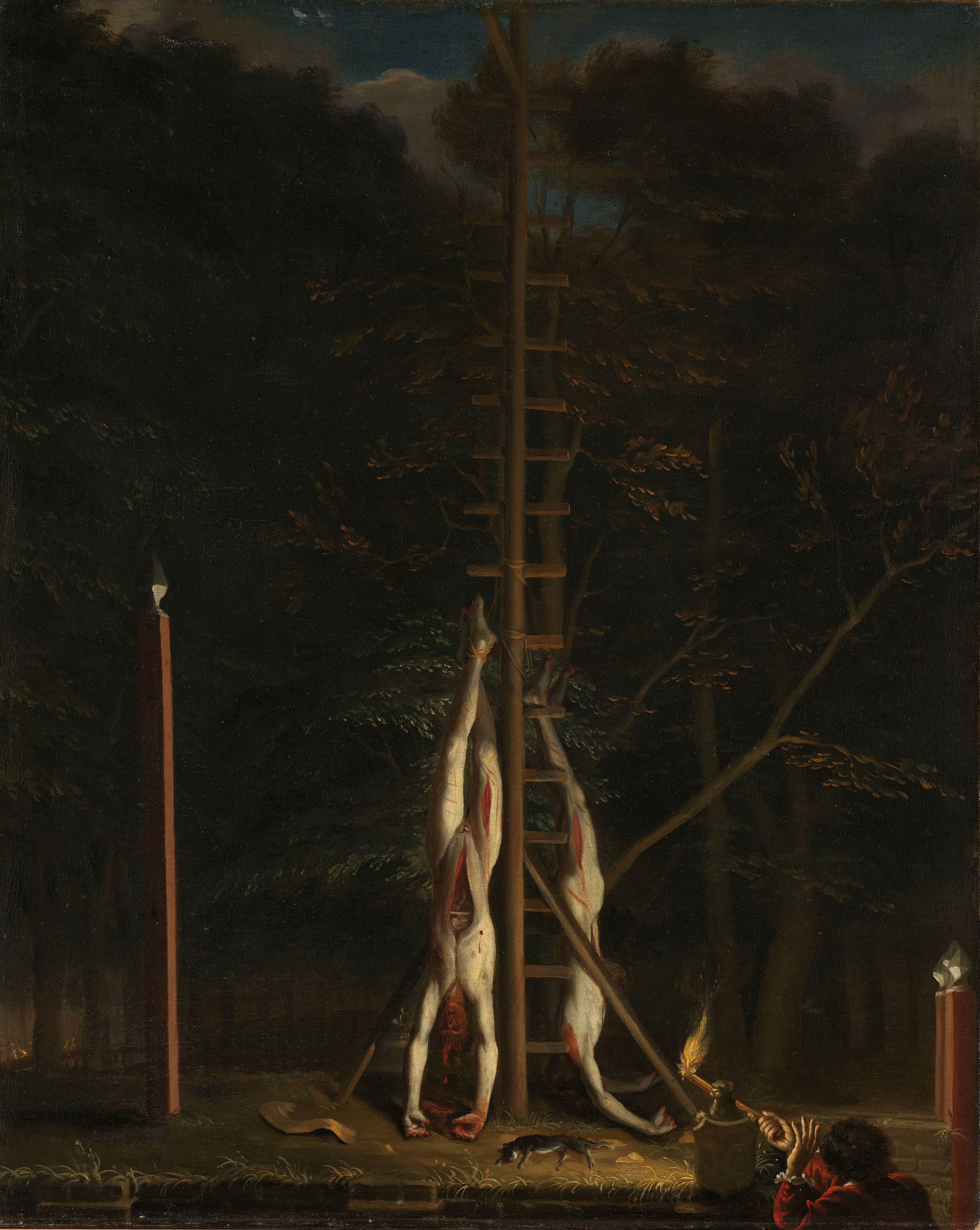
Lynchjustiz an den Brüdern de Witt, vermutlich gemalt von Jan de Baen

Zur See hatte De Ruyter zwar am 7. Juni die französisch-englische Flotte bei Solebay an der englischen Ostküste zurückschlagen können, doch wurden vier niederländische Provinzen innerhalb weniger Wochen erobert. Holland konnte sich im letzten Augenblick einer drohenden Besetzung durch das Öffnen von Schleusen und Deichen entziehen, womit gezielt Landstriche unter Wasser gesetzt wurden (Holländische Wasserlinie). Daraufhin ernannten Holland am 4. Juli und Zeeland am 16. Juli den mittlerweile 21-jährigen Willem III. von Oranien zum Statthalter, der schon am 25. Februar 1672 zum Generalkapitän berufen und beauftragt wurde, die Landesverteidigung zu organisieren.
Nach der französischen Invasion war Johan de Witt aus allen Ämtern zurückgetreten. Der Hass des Statthalters gipfelte am 20. August 1672 in grausamer Lynchjustiz in Den Haag, bei der die Brüder Johan und Cornelis de Witt ermordet wurden. Nach diesen innerpolitischen Umwälzungen verloren bedeutende Regentengeschlechter wie die De Witt und die De Graeff ihre politischen Führungspositionen.
Später ernannten auch die restlichen Staaten der Republik Willem III. zum Generaladmiral. Erst 1674 und 1675 wurde er zum Statthalter von Utrecht, Overijssel (1675) und Gelderland ernannt. Er konnte eine vollständige Niederlage zunächst nur verhindern, indem er gezielt weitere Schleusen und Dämme öffnete, um das Land zu überfluten und so den Vormarsch der Franzosen zu stoppen.
Ab September begann sich das Blatt zu wenden und es kam zu ersten Erfolgen für die Niederländer. Es gelang, die Franzosen nach Süden zurückzudrängen. Hatte der Krieg in den ersten zwei Jahren nur in den Niederlanden gewütet, weitete er sich nun auf große Teile Europas aus, weil Willem III. eine Koalition mit Kaiser Leopold I., dem Kurfürsten von Brandenburg und Karl II. von Spanien einging, um die Landung der Engländer an der Küste zu verhindern und die Invasoren zurückzudrängen.
Im Dezember stieß Willem III. nach Süden vor und bedrohte die französischen Nachschublinien von Maastricht aus. Die Groninger eroberten Coevorden zurück und zwangen damit den Bischof von Münster, Drenthe zu räumen. Im Juli 1673 ging zwar Maastricht verloren, aber die Drohung durch das Reichsheer zwang die Franzosen Ende 1673, das Gebiet der Republik, mit Ausnahme von Maastricht, zu verlassen.
Daraufhin wurde 1674 mit Köln und Münster Friede geschlossen. England willigte im Zweiten Frieden von Westminster ebenfalls in den Friedensschluss ein. 1678 wurde mit dem Vertrag von Nimwegen auch Frieden mit Frankreich geschlossen.